# Harburg-Wilhelmsburg

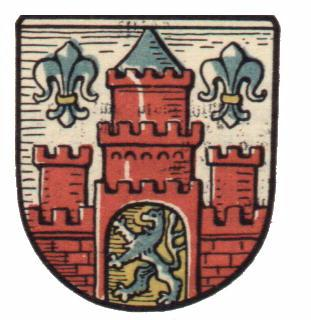
Harburg-Wilhelmsburg Stadswapen 1927-1938

Harburg-Wilhelmsburg was een stad in de Pruisische provincie Hannover. De stad ontstond in 1927 om de economische situatie tegenover het grotere Hamburg te verbeteren. Twee jaar eerder was Wilhelmsburg een deel geworden van Harburg. Harburg-Wilhelmsburg werd door de fusie een grootstad met 110.000 inwoners 
Tijdens de jaren dertig toen de Nationaalsocialistische Duitse Arbeiderspartij aan de macht kwam ontstond het idee om van Hamburg een nog grotere stad te maken. Op 1 april 1937 werden Harburg-Wilhelmsburg en de steden Altona en Wandsbek deel van de staat Hamburg. Op 1 april 1938 verloren de steden hun zelfstandigheid en werden ze een stadsdeel van Hamburg door de Groot-Hamburgwet. 
- Gemeinsame Normdatei: 4094728-2
- Virtual International Authority File: 122601064
- WorldCat: E39PBJp67WWjxdJqtgPBXpyjmd